# Pintinho
Pintinho, właśc. Carlos Alberto Gomes (ur. 25 czerwca 1955 w Rio de Janeiro) – piłkarz brazylijski, występujący na pozycji ofensywnego pomocnika.

## Kariera klubowa
Karierę piłkarską Pintinho rozpoczął w klubie Fluminense FC w 1972. Z Fluminense trzykrotnie zdobył mistrzostwo stanu Rio de Janeiro – Campeonato Carioca w 1973, 1975, 1976. We Fluminense 1 września 1976 w zremisowanym 1-1 meczu z CSA Maceió Pintinho zadebiutował w lidze brazylijskiej. W 1980 występował w CR Vasco da Gama. W 1980 wyjechał do Hiszpanii i przez cztery kolejne lata występował w Sevilli FC. W 1984 przez parę miesięcy był zawodnikiem Cádiz CF. W 1985 był ponownie zawodnikiem Fluminense. W barwach Fluminense 27 lutego 1985 w zremisowanym 0-0 meczu derbowym z CR Flamengo Pintinho po raz ostatni wystąpił w lidze brazylijskiej. Ogółem w I lidze wystąpił w 80 meczach i strzelił 4 bramki. Ogółem w barwach Fluminense wystąpił w 381 meczach i 23 bramki. W 1986 występował w Portugalii w SC Farense, w którym zakończył piłkarską karierę.

## Kariera reprezentacyjna
W reprezentacji Brazylii Pintinho zadebiutował 20 marca 1977 w zremisowanym 1-1 meczu z reprezentacji Paragwaju w eliminacjach Mistrzostw Świata 1978. Ostatni raz w reprezentacji Pintinho wystąpił 31 października 1979 zremisowanym 2-2 meczu z Paragwajem w półfinale Copa América 1979. Brazylia zajęła na tym turnieju trzecie miejsce a Pintinho wystąpił tylko w jednym meczu z Paragwajem.
W 1972 roku Pintinho uczestniczył w Igrzyskach Olimpijskich w Monachium. Na turnieju Pintinho był rezerwowym zawodnikiem i nie wystąpił w żadnym meczu.